# Antonio Infante
Luis Antonio Infante Barros (25 de mayo de 1948) es un médico, académico y político chileno, miembro del Partido por la Democracia (PPD). Se desempeñó como subsecretario de Salud Pública durante el gobierno del presidente Ricardo Lagos.

## Familia y estudios
Nacido como el quinto hijo de los diez que tuvo el matrimonio conformado por Carlos Infante Covarrubias y Sara Barros Vergara, entre sus abuelos se contaba el parlamentario y ministro de Estado Ernesto Barros Jarpa. Entre sus hermanos se cuenta la economista María Teresa, quien ejerciera como ministra del Trabajo y Previsión Social de Augusto Pinochet en 1989-1990.
Se formó en el Colegio del Verbo Divino de santiago y, posteriormente, como médico cirujano en la Pontificia Universidad Católica de Chile (PUC), casa de estudios donde alcanzó su título profesional en 1972 y en cuyas aulas dio inicio a una intensa vida política. Entre 1976 y 1978 realizó la beca que le confirió el grado de especialista en salud pública, estudio que complementó más tarde con la licenciatura en salud pública en la Universidad de Chile.
Casado con Catterina Ferreccio, es padre de dos hijos.

## Carrera profesional y pública
Muy cercano a las ideas marxistas, le tocó liderar su centro de alumnos durante la histórica toma de la casa central de la PUC, en 1967. Tras el golpe de Estado de 1973, que derrocó al Gobierno del presidente Salvador Allende, optó por mantenerse en Chile. Entonces militaba en el Movimiento de Acción Popular Unitaria (MAPU).
Con la llegada de la democracia, asumió como director de la estatal Junta Nacional de Auxilio Escolar y Becas (Junaeb) (1990-1994), donde había desarrollado asesorías. Posteriormente ejerció como director de la División de Modernización y Reforma de la Subsecretaría de Desarrollo Regional (1994-1995), como director de Atención Ambulatoria del Servicio de Salud Central (1995-1996) y como director de Salud de la Municipalidad de Santiago (1998-2000).
Durante el gobierno de Ricardo Lagos se desempeñó como consultor de la Comisión Ejecutiva de la Reforma a la Salud y como subsecretario de Salud (2002-2005) y de Salud Pública (2005), repartición creada por la modificación legal aprobada por el Congreso Nacional. El 9 de marzo de ese año, Lagos le pidió la renuncia por haber asegurado a La Segunda que la píldora del día después sería considerada «como otro método anticonceptivo», por lo que «estará a disposición no sólo de las víctimas de violación sino de cualquier mujer que tuvo sexo inseguro y corre el riesgo de tener un embarazo no deseado».
En el segundo gobierno de Michelle Bachelet, en tanto, asumió como director del Servicio de Salud Metropolitano Sur Oriente.
Ha laborado como consultor para diversas entidades como el Banco Mundial, el Programa de Naciones Unidas para el Desarrollo, Unicef y la Organización de las Naciones Unidas para la Alimentación y la Agricultura (FAO).